# Myroniwskyj
Myroniwskyj (ukrainisch Миронівський; russisch Мироновский/Mironowski) ist eine Siedlung städtischen Typs im Osten der ukrainischen Oblast Donezk mit etwa 8000 Einwohnern. Der Ort liegt 25 Kilometer südöstlich der Rajonshauptstadt Bachmut und 62 Kilometer nordöstlich der Oblasthauptstadt Donezk am Fluss Luhan, welcher hier zum Stausee Myroniwka angestaut ist.

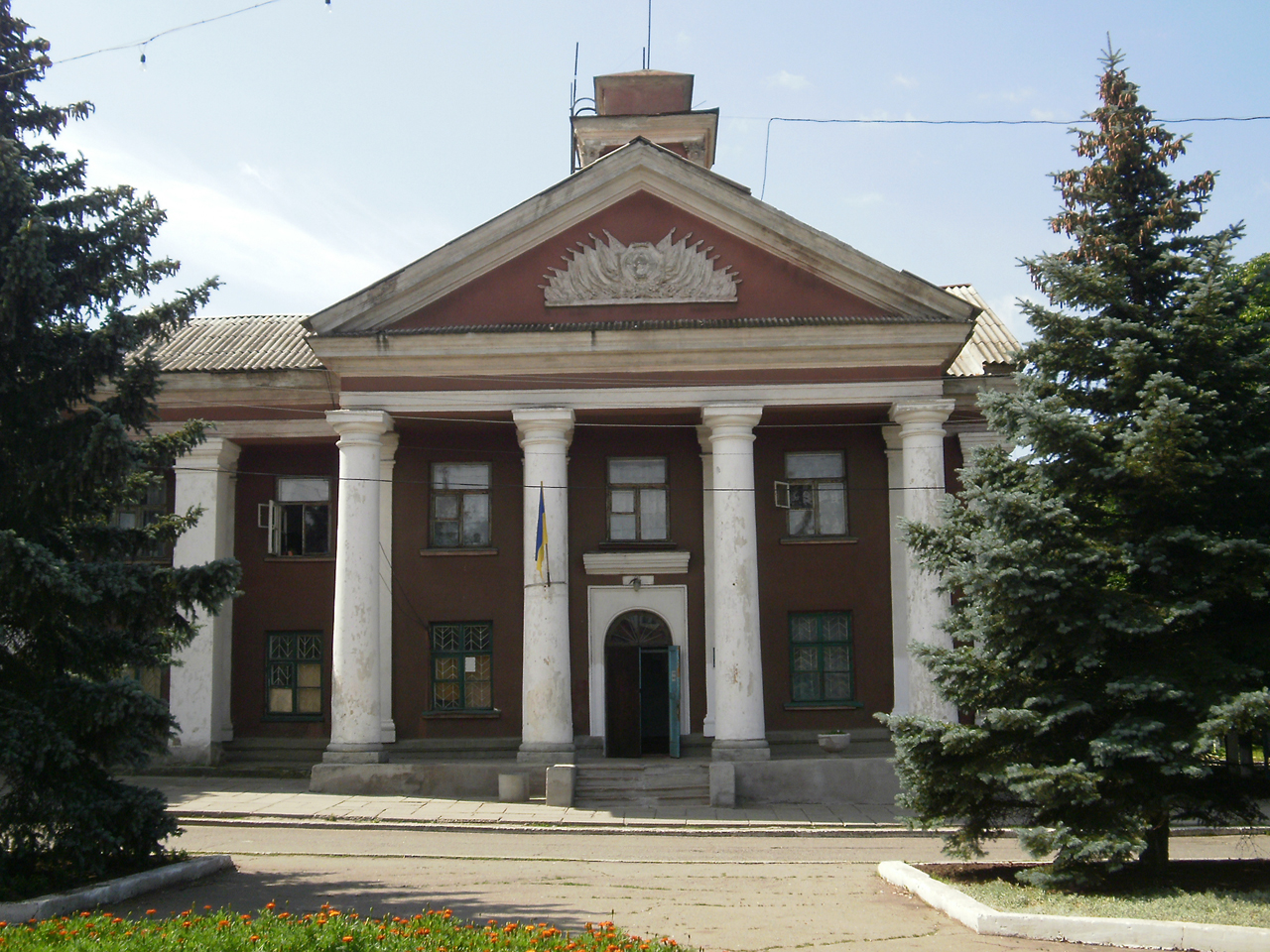
Gebäude der Siedlungsverwaltung im Ort

Myroniwskyj wurde 1953 als Wohnsiedlung für die Arbeiter des zeitgleich errichteten Kohlekraftwerks Myroniwka gegründet, der Name leitet sich vom nördlich des Stausees gelegenen Dorf Myroniwka ab.

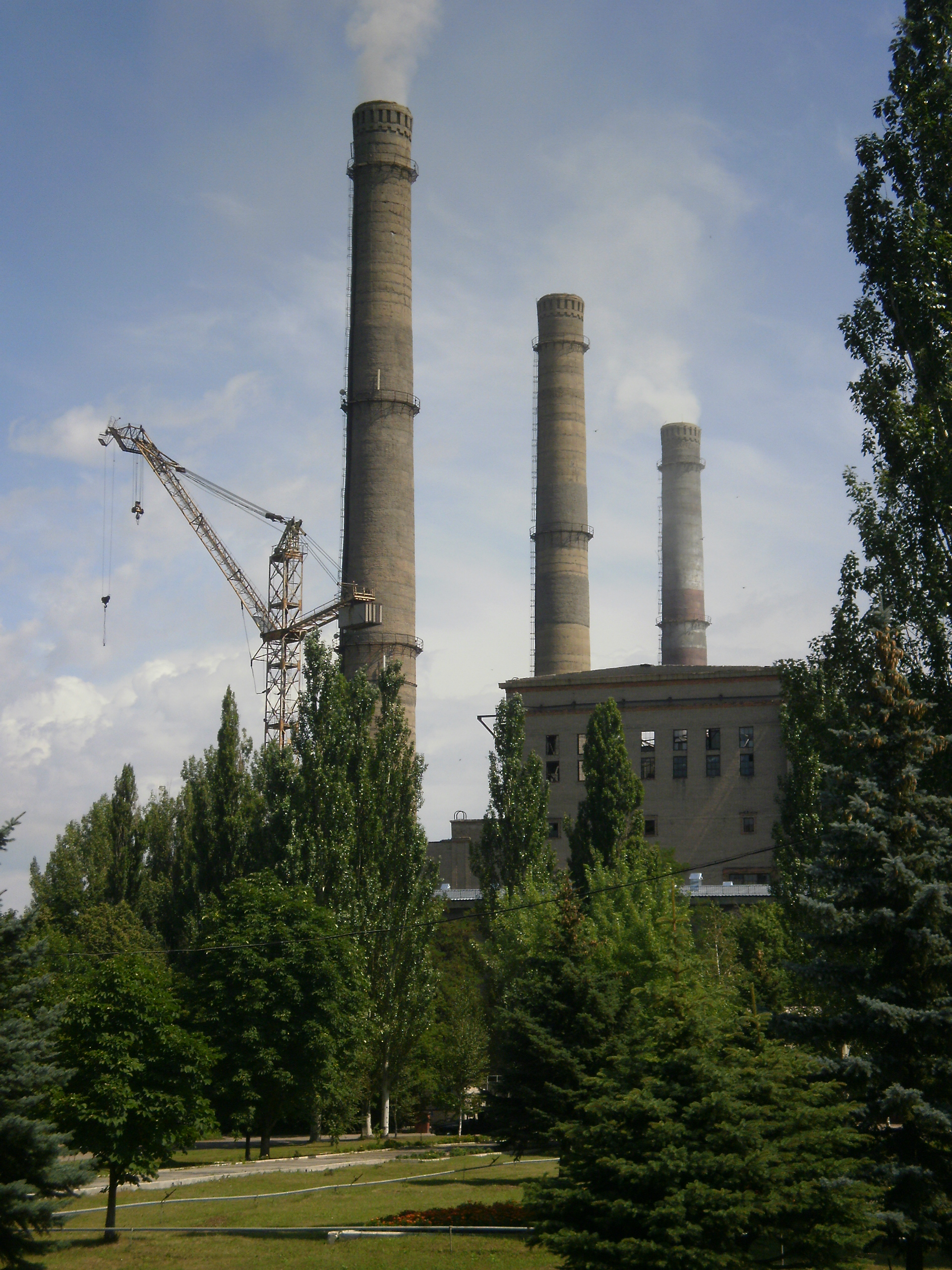
Kohlekraftwerk Myroniwka

Der Ort liegt seit Februar 2015 als Ergebnis des Krieges in der Ukraine in unmittelbarer Nähe der südlich verlaufenden Front zu den Separatistengebieten der Volksrepublik Donezk.
Bis zum 20. Mai 2015 gehörte die Stadt verwaltungstechnisch zur Stadt Debalzewe, danach kam sie auf Entscheidung der Werchowna Rada zum Rajon Artemiwsk (heute Rajon Bachmut).
Am 12. Juni 2020 wurde die Siedlung ein Teil der neugegründeten Stadtgemeinde Switlodarsk, bis dahin bildete sie die gleichnamige Siedlungsratsgemeinde Myroniwskyj (Миронівська селищна рада/Myroniwkska selyschtschna rada) im Südosten des Rajons Bachmut.